# Muleng (köpinghuvudort i Kina, Heilongjiang Sheng, lat 44,52, long 130,25)
Muleng (kinesiska: 穆棱, 穆棱镇) är en köpinghuvudort i Kina. Den ligger i provinsen Heilongjiang, i den nordöstra delen av landet, omkring 310 kilometer sydost om provinshuvudstaden Harbin. Antalet invånare är 44 286. Befolkningen består av 21 710 kvinnor och 22 576 män. Barn under 15 år utgör 11,0 %, vuxna 15-64 år 77 %, och äldre över 65 år 11,0 %.
Runt Muleng är det ganska glesbefolkat, med 43 invånare per kvadratkilometer. Muleng är det största samhället i trakten. Omgivningarna runt Muleng är en mosaik av jordbruksmark och naturlig växtlighet.
Genomsnittlig årsnederbörd är 937 millimeter. Den regnigaste månaden är juli, med i genomsnitt 188 mm nederbörd, och den torraste är januari, med 6 mm nederbörd.